# The Creator
The Creator (conocida como Resistencia en Hispanoamérica) es una película de ciencia ficción estadounidense de 2023 producida y dirigida por Gareth Edwards, quien coescribió el guion con Chris Weitz. La película está protagonizada por John David Washington, Gemma Chan, Ken Watanabe, Sturgill Simpson, Allison Janney y Madeleine Yuna Voyles (en su debut cinematográfico). Ambientada en 2070, tras una detonación nuclear en Los Ángeles y una guerra contra la inteligencia artificial, un exagente de las fuerzas especiales es reclutado para cazar y matar al "Creador", quien ha desarrollado un arma misteriosa con el poder de poner fin a la guerra.
El desarrollo comenzó en noviembre de 2019 cuando Edwards firmó para dirigir y escribir un proyecto de ciencia ficción sin título para New Regency y se anunció oficialmente en febrero de 2020. La filmación comenzó el 17 de enero de 2022 y concluyó el 30 de mayo de 2022.
The Creator se estrenó en Estados Unidos el 29 de septiembre de 2023, por 20th Century Studios. La película recibió críticas generalmente positivas de los críticos, que elogiaron la dirección de Edwards, las imágenes ambiciosas, el valor de producción y la construcción del mundo, con críticas dirigidas al guion. Sin embargo, fue un fracaso de taquilla, recaudando $103 millones de dólares frente a un presupuesto de $80 millones de dólares.

## Resumen
En medio de una futura guerra entre la raza humana y las fuerzas de la inteligencia artificial, Joshua, un endurecido exagente de las fuerzas especiales que sufre la desaparición de su esposa, es reclutado para cazar y matar al Creador, el escurridizo arquitecto de la IA que ha desarrollado un arma misteriosa con el poder de poner fin a la guerra y a la humanidad misma.

## Argumento
En 2065, una inteligencia artificial (IA) detona una guerra nuclear sobre Los Ángeles, California. En respuesta, la mayoría de las naciones occidentales libran una guerra contra la IA para evitar la extinción de la humanidad, los pueblos de la llamada Nueva Asia (compuesta por Sudeste Asiático, Japón, Taiwan, Bangladés, Bután, Nepal y partes de la India) se resisten a ellos y siguen adoptando la IA. El ejército busca asesinar a "Nirmata" (निर्माता, El Creador en nepalí), un misterioso arquitecto principal detrás de los avances de la IA. El USS NOMAD (North American Orbital Mobile Aerospace Defense) está desarrollado como una estación espacial avanzada capaz de lanzar ataques destructivos desde órbita.
El sargento del ejército estadounidense Joshua Taylor (John David Washington) es un agente encubierto con su esposa embarazada Maya Fey-Taylor (Gemma Chan), quien el ejército cree que es la hija del Nirmata. Cuando las fuerzas militares atacan su casa, exponiendo a Taylor como un agente encubierto que busca usar a Maya para encontrar al Nirmata, esta huye del lugar, pero es alcanzada por un ataque posterior del NOMAD.
Cinco años después, Taylor trabaja como parte del equipo de limpieza de la zona cero en Los Ángeles. El general Andrews (Ralph Ineson) y la coronel Howell (Allison Janney) se acercan a él para unirse a una misión para destruir una nueva arma diseñada por el Nirmata, "Alfa-O" (Madeleine Yuna Voyles), que se cree que es capaz de destruir el NOMAD y así cambiar el equilibrio de la guerra a favor de la IA. Para reclutarlo, reproducen un video que muestra a Maya con vida y sugieren que podría encontrarla y reunirse con ella si se une al equipo. En Nueva Asia, separado del resto del equipo de ataque, Taylor logra entrar al recinto que se cree que contiene el arma, pero descubre sólo un "simulante" robótico en la forma de una niña y se revela que la niña tiene la capacidad de controlar la tecnología de forma remota. Taylor, apodándola "Alfie", desobedece las órdenes de Howell de matar a Alfie y los dos viajan para encontrar a Drew (Sturgill Simpson), el ex oficial al mando de Taylor.
Al examinar a Alfie, Drew le dice a Taylor que es capaz de convertirse en el arma más poderosa del planeta ya que sus habilidades para controlar la tecnología crecerán exponencialmente. La nueva policía asiática ataca el apartamento de Drew, matando a su novia simulada Kami (Veronica Ngo), mientras Howell y el miembro del escuadrón McBride (Marc Menchaca) se acercan. Con la ayuda de Drew, Taylor localiza la baliza de Maya, pero no la encuentra antes de ser atacado. Antes de morir, Drew le dice a Taylor que la redada desde hace cinco años antes se había producido debido a la inteligencia reunida de que Maya era el Nirmata. Taylor y Alfie son capturados por fuerzas de Nueva Asia lideradas por Harún (Ken Watanabe), un soldado simulante y antiguo aliado de Taylor.
Harún afirma que la detonación en Los Ángeles fue causada por un error de codificación humana y que el gobierno de Estados Unidos culpó injustamente a la IA, que sólo desea coexistir pacíficamente con la humanidad. Después de escapar de sus captores, Taylor rescata a Alfie y se prepara para huir mientras Howell lidera un ataque a la aldea. Alfie interviene con sus habilidades, pero McBride la hiere gravemente. La llevan de urgencia con Maya, quien Taylor descubre que ha estado en coma desde el ataque a su casa, atendida por monjes simulantes. Debido a que los simulantes no pueden dañar al Nirmata, ella queda "varada" y no puede morir. También se revela que Alfie se basó en la hija no nacida de Taylor y Maya, que había sido escaneada en el útero. Angustiado, Taylor le quita el soporte vital a Maya cuando llegan Howell y sus fuerzas. Harún los mata y le dice a Taylor que la NOMAD debe ser destruido para que la guerra termine.
Taylor y Alfie son capturados por las fuerzas estadounidenses y llevados a Los Ángeles, donde Taylor se ve obligado a matar a Alfie con un arma de electrochoque. Sin embargo, Andrews descubre más tarde que esto es una artimaña y la pareja escapa antes de que Alfie pueda ser incinerado. Al abordar un transbordador lunar en el Puerto Aéreo y Espacial Interplanetario de Los Ángeles, Alfie obliga a la nave espacial a aterrizar a bordo del NOMAD justo cuando Andrews ordena un asalto a gran escala contra las bases de IA restantes en todo el mundo. Taylor coloca un explosivo cronometrado mientras Alfie desactiva la energía de la nave. Antes de que Taylor pueda llegar a la cápsula de escape, Andrews activa un robot con tentáculos que le impide entrar y Taylor se ve obligado a expulsar el vehículo con Alfie dentro. Cuando el NOMAD explota, deteniendo el ataque, Taylor abraza un simulador con la imagen de Maya, a quien Alfie había activado usando un chip de memoria que contenía información que Howell había descargado del cerebro de Maya justo después de su muerte. Taylor pasa sus últimos momentos con Maya mientras el NOMAD explota, matándolos a ambos, mientras Alfie regresa a la Tierra y es testigo de cómo la gente celebra la destrucción del NOMAD.

## Reparto
- John David Washington como Joshua Taylor, un sargento militar y agente encubierto del ejército estadounidense. Tiene un brazo derecho y una pierna izquierda artificiales debido a las lesiones que sufrió durante la explosión nuclear en Los Ángeles, además de perder a sus padres y a su hermano.

- Madeleine Yuna Voyles como Alfa-O / "Alfie", una simuladora robótica con la capacidad de controlar tecnología de forma remota.

- Gemma Chan como Maya Fey-Taylor, la hija y heredera de la Nirmata original (la "Creadora" titular) y esposa de Joshua. Chan también interpreta múltiples simulantes a lo largo de la película con la apariencia de Maya.

- Allison Janney como Howell, una coronel del ejército estadounidense que recluta a Joshua. Ella alberga un profundo prejuicio contra las IA debido a que perdió a sus dos hijos en la guerra, uno de los cuales fue torturado por los insurgentes después de haber sido engañada por un simulante que la sedujo.

- Ken Watanabe como Harún, un soldado simulado en Nueva Asia.

- Sturgill Simpson como Drew, ex camarada y mejor amigo de Joshua.

- Amar Chadha-Patel como Omni / Sek-on / Bui, un ciudadano de Nueva Asia que ha donado su imagen a múltiples simulantes.

- Marc Menchaca como McBride, un soldado del ejército estadounidense que forma parte del escuadrón de Joshua.

- Robbie Tann como Shipley, un soldado del ejército estadounidense que forma parte del escuadrón de Joshua.

- Ralph Ineson como Andrews, el principal antagonista y general del ejército estadounidense que recluta a Joshua.

- Michael Esper como Cotton, el capitán del equipo de Joshua.

- Veronica Ngo como Kami, la novia simulada de Drew.

## Producción

### Desarrollo
En febrero de 2020, Gareth Edwards firmó para dirigir y escribir un proyecto de ciencia ficción sin título bajo la producción de New Regency, junto con el coproductor de su anterior película Rogue One: A Star Wars Story (2016), Kiri Hart, como productor. Ese año se llevó a cabo una filmación de prueba y una búsqueda de locaciones, y Edwards la aprovechó como oportunidad para imaginar el aspecto de la película. Describió el proceso:

"Tomé una cámara y una lente anamórfica de los años 1970, fuimos a buscar locaciones en Vietnam, Camboya, Japón, Indonesia, Tailandia y Nepal. Todo nuestro plan era simplemente ir a los mejores lugares del mundo porque el costo de un vuelo es mucho menor que el costo de construir un set. Íbamos a dar la vuelta al mundo y filmar esta película, luego le agregaríamos una capa de ciencia ficción encima. Si nuestra película está tratando de lograr algo visual, está tratando de parecer real en términos de ciencia ficción".

Edwards citó que las películas como Apocalypse Now (1979), Baraka (1992), Blade Runner (1982), Akira (1988), Rain Man (1988), The Hit (1984), E.T., el extraterrestre (1982) y Paper Moon (1973) son sus fuentes de inspiración para este largometraje.

### Casting
En mayo de 2021, se anunció que John David Washington protagonizaría la película, y se reveló que el título provisional de la misma sería True Love. En junio de 2021, Gemma Chan, Danny McBride y Benedict Wong entraron en negociaciones para protagonizar la película. Las participaciones de Chan y Wong se confirmaron en enero de 2022, con Allison Janney, Sturgill Simpson, y Marc Menchaca uniéndose al elenco. Se informó que Simpson reemplazaría a McBride, quien abandono la producción debido a conflictos de programación. En febrero de 2022, Ken Watanabe se unió al elenco para reemplazar a Wong, quien también tuvo que abandonar la producción debido a conflictos de programación; Watanabe había trabajado previamente con Edwards en Godzilla (2014).

### Rodaje
Con un presupuesto de producción estimado (antes de los incentivos fiscales) de 86,1 millones de dólares, la fotografía principal comenzó en Tailandia el 17 de enero de 2022, con Greig Fraser (quien desempeña como coproductor) y Oren Soffer como directores de fotografía, mientras se implementaron precauciones de seguridad contra el COVID-19. Para darle a la película la sensación de épicas clásicas de Hollywood como Ben-Hur (1959), los cineastas decidieron rodar la película en la proporción de aspecto ultra ancha de 2.76:1.

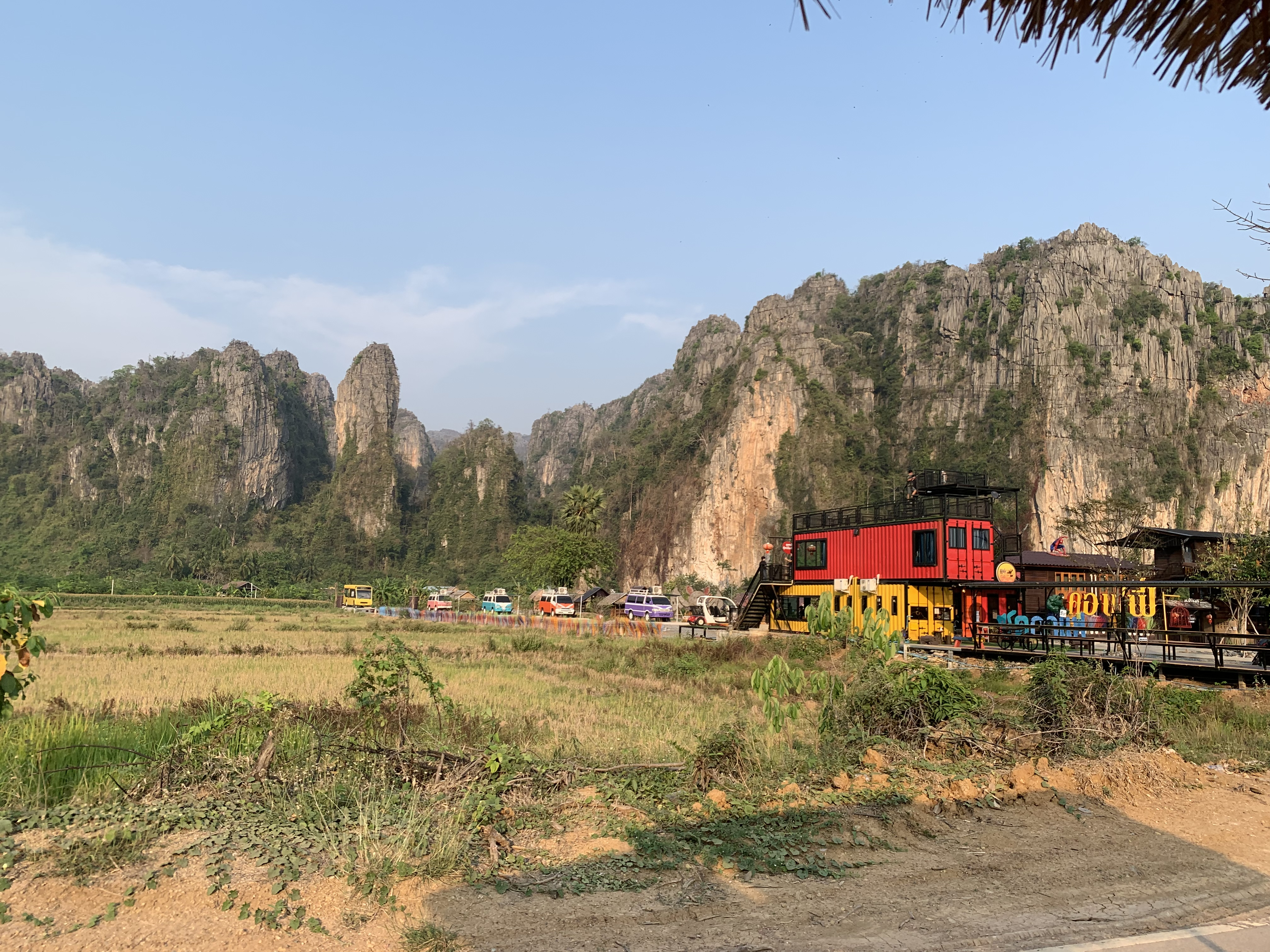
El telón de fondo de la película presenta accidentes geográficos de Ban Mung, Tailandia.

Entre los lugares de rodaje en Tailandia se encuentran el aeropuerto de Suvarnabhumi, Ban Mung, Sangkhla Buri, Chiang Dao y Sam Phan Bok. Cuando se lanzó el tráiler, los entusiasmados fanáticos tailandeses también señalaron una escena filmada en la estación Makkasan de la ARL de Bangkok.
Para sus funciones, Fraser participó en el proceso de preproducción antes de pasar a trabajar de forma remota debido a su compromiso con Dune: Part Two (2024), mientras que Soffer, para su primera gran película de estudio, se desempeñó como director principal de fotografía durante todo el proceso. rodaje de producción. En una entrevista con Total Film, Edwards, quien también fue uno de los operadores de cámara, elogió a Soffer y lo que aportó a la producción de la película, llamándolo una "verdadera futura estrella en ascenso en el mundo del director de fotografía. Es súper inteligente. Tiene un gran ojo." La película se rodó con la cámara prosumidora Sony FX3, cuyo bajo costo es una rareza para una película de gran éxito. Edwards confirmó el uso de la cámara en el panel "Directores sobre dirección" en la Comic-Con de San Diego de 2023, donde el director y compañero panelista Louis Leterrier señaló que esta decisión creativa podría "cambiar el cine" para siempre. A la luz del presupuesto, los realizadores utilizaron métodos cinematográficos de guerrilla al tener muy pocos miembros del equipo e iluminación natural en el set para escenas seleccionadas en locaciones, y una grabación de sonido limitada. En lugar de construir decorados o depender exclusivamente de métodos digitales como pantallas verdes o StageCraft, la producción descubrió que era más rentable pagar para enviar un pequeño equipo a filmar en 80 lugares alrededor del mundo, lo que estuvo más cerca de coincidir con el aspecto de ciencia ficción deseado. Luego, solo una vez que la película hubiera finalizado la edición, se superpondrían los efectos visuales en la imagen. Utilizando este método para efectos visuales, Edwards estimó que la producción gastó sólo $80 millones de dólares en un proyecto que normalmente habría costado $300 millones de dólares. La filmación terminó el 30 de mayo de 2022.

### Efectos visuales y posproducción
Los efectos visuales fueron proporcionados por Industrial Light & Magic, mientras que James Clyne, quien trabajó como artista conceptual en Rogue One, se reunió con Edwards en esta película como su diseñador de producción.
Uno de los elementos más significativos de la película es la ficticia estación espacial militar estadounidense NOMAD, que se destacó por su distintivo diseño visual y efectos de sonido. Edwards reveló que se necesitaron todos los bloqueos causados por la pandemia de COVID-19 para diseñarlo, y describió la nave como "un ave de presa y un ojo que todo lo ve en el cielo, siempre mirando a todos. Así que seguimos jugando con esas dos formas y fusionarlas de una manera hasta que se sintiera bien". Erik Aadahl y Ethan Van der Ryn, quienes trabajaron con Edwards en Godzilla (2014), proporcionaron los efectos de sonido de la nave, descrito como "un baile, es probablemente la forma más agradable de decirlo, entre música y sonido, y nunca es una pelea". El montaje de la película, que duró cinco horas, no utilizó pistas temporales para la música y solo el diseño de sonido, que Edwards comparó con el del cine sonoro de finales de la década de 1920. Debido a esto, se decidió no agregar música a la película durante todo el proceso de edición para lograr que el ritmo y la estructura de la historia sean correctos de manera eficiente. Edwards calificó la experiencia como "súper interesante. Una parte de mí piensa que lo haría de nuevo, porque pone mucha presión en el diseño de sonido, pero luego no te escondes detrás de la música para salvar la narración".

## Banda sonora
El 17 de julio de 2023, Edwards confirmó en la cuenta de Twitter de la película que Hans Zimmer había sido contratado para componer la banda sonora.El 19 de septiembre de 2023, Edwards reveló que inicialmente había planeado que una empresa especializada en música generada por inteligencia artificial replicara el estilo musical de Zimmer. Aunque el proceso le dio resultados satisfactorios, Edwards eligió a Zimmer para componer la banda sonora original de la película. Está previsto que Hollywood Records publique la banda sonora en formato digital el 29 de septiembre de 2023.

## Estreno
The Creator fue estrenada el 29 de septiembre de 2023 tanto en cines convencionales como en IMAX; compitiendo con PAW Patrol: The Mighty Movie de Paramount Pictures. Estaba programada para ser estrenada originalmente el 6 de octubre de 2023, antes de que se anunciara en CinemaCon que la película adelantara su fecha de estreno.

### Marketing
Se mostró un primer vistazo a la película en CinemaCon el 26 de abril de 2023, con Anthony D'Alessandro de Deadline Hollywood elogiando el diseño de producción y diciendo que hacía que "Blade Runner pareciera un juego de niños". También se anunció que el título fue renombrado de True Love a The Creator. Un tráiler extendido de la película se estrenó el 30 de junio de 2023 y se reprodujo exclusivamente antes de las proyecciones IMAX de Indiana Jones y el dial del destino.

### Taquilla
En Estados Unidos y Canadá, The Creator se estrenó junto a PAW Patrol: The Mighty Movie, Saw X y la expansión de Dumb Money, y se preveía que recaudara entre 16 y 19 millones de dólares en 3.680 salas en su fin de semana de estreno. Club citó el resultado previsto como debido a ser una película original no basada en una IP existente, el elenco y los cineastas no son del todo nombres conocidos (a excepción de Washington y Janney), el mal momento de la liberación en medio de cuestiones sociales y gubernamentales con respecto a la IA generativa lugar en la vida cotidiana, y la comercialización mediocre debido en parte a la 2023 WGA y SAG huelgas. Hizo $ 5,6 millones en su primer día, incluyendo $ 1,6 millones de la noche del jueves preestrenos.

### Controversia
El 17 de julio de 2023, el tráiler oficial de The Creator recibió críticas negativas por utilizar imágenes de la explosión de Beirut de 2020 como una toma de efectos visuales de un Los Ángeles futurista arrasado por una explosión nuclear. Fue notado por primera vez por un usuario de Reddit y posteriormente fue cubierto por el canal de YouTube Corridor Crew como parte de su serie "VFX Artists React".
El 15 de septiembre de 2023, durante un AMA de Reddit con Gareth Edwards, reveló que en primer lugar, el supuesto metraje nunca debió incluirse en el tráiler y que es típico en el cine que el metraje de archivo se utilice como marcador de posición para las tomas de VFX, al tiempo que revela que la toma no está en la película misma.

## Lanzamiento
La película se lanzó en plataformas digitales el 14 de noviembre de 2023 y el 12 de diciembre en 4K Ultra HD Blu-ray, Blu-ray y DVD de la mano de Walt Disney Studios Home Entertainment a través del sello 20th Century Home Entertainment, contando con un reportaje titulado True Love: Making The Creator, una duración de 55 minutos. También está disponible para transmitir en Hulu, Disney+ (Internacional), Star+ (en Latinoamérica) el 20 de diciembre de 2023.

## Recepción

### Crítica
Los críticos elogiaron la película por sus efectos visuales, la dirección de Edwards, las interpretaciones y su retrato del conflicto entre los humanos y la IA como oportuno y relevante, aunque algunas críticas se dirigieron hacia la escritura, especialmente el tercer acto. En Rotten Tomatoes, el 67% de los 231 comentarios de los críticos son positivos, con una puntuación media de 6,8/10. El consenso es el siguiente: "La película es un éxito. El consenso de la web es el siguiente: "Visualmente impresionante y repleta de escenas espectaculares, El creador ofrece ciencia ficción oportuna y bien interpretada que satisface en el momento aunque carezca de sustancia". Metacritic, que utiliza una media ponderada, asignó a la película una puntuación de 63 sobre 100, basada en 52 críticos, lo que indica críticas "generalmente favorables".
A pesar de que la producción dirigida por Edwards Garreth generó una gran anticipación en el público latinoamericano, gracias a la reputación del cineasta y las expectativas previas que rodeaban la película, la recepción en Latinoamérica fue fría.  Gabriel Escogido, de Tomatazos, escribió que "Aunque el marketing de Resistencia quiere aprovechar el furor de las discusiones sobre el uso de inteligencias artificiales, realmente la película no las aborda, lo cual es algo lamentable por el potencial que representa tanto para la película como para una realidad que ya nos alcanzó. Tumultuosa, si no complicada, la trama y la narración del filme del director de Rogue One: A Star Wars Story son sus puntos débiles. Contiene una estructura llana, con la que desenvuelve sus revelaciones. Los hallazgos no complementan o cuestionan su temática, que se antoja digna de reflexión, y se arrojan en momentos de conveniencia más a forma de exposición, no con narrativa." 
Por su parte, Sebastián Valle, de Revista Hush, sostuvo que "The Creator (Resistencia) no continúa esa línea del cine contemporáneo, es esa línea. La película de Gareth Edwards es un film nostálgico posmoderno, un remix porno de múltiples referencias (Westworld, Star Wars, Apocalypse Now, Blade Runner, The Terminator, Akira y Avatar) que no producen nada nuevo, sino una extraña sensación de déjà vu cinéfilo. Ver Resistencia es verla por segunda vez en un momento de coma creativo, en el que la única idea de Hollywood es rehacer ideas viejas, podría considerarse que hacer un blockbuster original es un acto subversivo. Pero Resistencia evita toda interrogación, como si fuera la secuela innecesaria de una película en la que los temas ya están planteados y no quedan preguntas por hacer, sino solo ofrecer una respuesta: las máquinas son mejores que los humanos. Que 20th Century Fox (de Disney) estrene el film después de cinco meses de paralización de la industria por la huelga de escritores y actores que involucra el uso de la Inteligencia Artificial, se parece mucho a una provocación."

### Premios y nominaciones
| Premio                                                   | Fecha                   | Categoría                                                          | Nominado(s)                                            | Resultado | Ref.   |
| -------------------------------------------------------- | ----------------------- | ------------------------------------------------------------------ | ------------------------------------------------------ | --------- | ------ |
| Premios de Música de Hollywood de Medios de Comunicación | 15 de noviembre de 2023 | Mejor banda sonora original - película de ciencia ficción/fantasía | Hans Zimmer                                            | Nominado  | [ 42 ] |
| Asociación de Críticos de Cine de San Luis               | 17 de diciembre de 2023 | Mejores efectos visuales                                           | Jay Cooper, Ian Comley, Andrew Roberts y Neil Corbould | Ganadores | [ 43 ] |
| Florida Film Critics Circle Awards                       | 21 de diciembre de 2023 | Mejores efectos visuales                                           | The Creator                                            | Nominado  | [ 44 ] |
| Premios de la Crítica Cinematográfica                    | 14 de enero de 2024     | Mejor intérprete joven                                             | Madeleine Yuna Voyles                                  | Nominado  | [ 45 ] |
| Premios de la Crítica Cinematográfica                    | 14 de enero de 2024     | Mejores efectos visuales                                           | The Creator                                            | Nominado  | [ 45 ] |
| Premios Saturn                                           | 4 de febrero de 2024    | Mejor película de ciencia ficción                                  | The Creator                                            | Pendiente | [ 46 ] |
| Premios Saturn                                           | 4 de febrero de 2024    | Mejores efectos visuales/especiales                                | Jay Cooper, Ian Comley, Andrew Roberts y Neil Corbould | Pendiente | [ 46 ] |
| Astra Film and Creative Arts Awards                      | 26 de febrero de 2024   | Mejores efectos visuales                                           | The Creator                                            | Pendiente | [ 47 ] |